# 坂上陽三
坂上 陽三（さかがみ ようぞう、1967年 - ）は、日本のコンピュータゲームクリエイター（ゲームデザイナー、ディレクター、プロデューサー）、大学教授。兵庫県西宮市出身。「アイドルマスターシリーズ」の総合プロデューサーを務めていた。愛称はガミP。

## 略歴
学生時代は大阪芸術大学の映像学科に通っており、映画業界に入りたいと思っていたという。自身も自主映画を撮っており、映画監督を目指そうとしていたが、当時の映像業界は縦割り社会のような印象だったこともあり、カメラマンは「ピン送り10年」といった言葉がある程度だったと先生から聞いており、ハリウッドの娯楽映画に憧れて映画業界を目指そうとすることは厳しい世界だと感じたという。その後、世界で注目されている映像にコンピュータゲームがあり、「ゲームだって映像業界じゃん」という考え方からゲーム業界に入ったという。また、当時はアーケードゲームが流行っており、大学の寮にてゲーム機を持っていた学生の部屋に集まり「ファミスタシリーズ」をプレイしていたという。
ゲーム業界への転身に際して、当初は当時神戸市に本社（コナミ神戸ビル）を構えており、西宮の実家からも通勤が可能であったコナミ（現：コナミデジタルエンタテインメント）を志望するが、面接の申し込みの際に社名が似ていたナムコへ間違い電話をかけてしまった。しかし、この時に応対したスタッフの印象が良かったためにそのまま応募し、1991年に入社した。ナムコに入社後、最初に開発したゲームは『エアーコンバット』であった。その後はビジュアルデザイナー、プロデューサー等を歴任。
2005年にアーケード版「THE IDOLM@STER」のロケテストに参加し、2007年に発売されたXbox 360版『THE IDOLM@STER』より総合プロデューサーとして「アイドルマスターシリーズ」に参加。その後はモバイルゲームやアニメ、楽曲、ライブ等の多角的な展開を行っており、シリーズの市場規模600億円に上るモンスターコンテンツに成長させていく立役者として知られるようになった。
2021年10月28日、自身初の書籍となる『主人公思考』を発売。
2023年3月22日、同年3月末をもって「アイドルマスターシリーズ」総合プロデューサーを退任することを発表した。当初は2020年に同シリーズ15周年の一つの節目として考えていたが、同年より流行した新型コロナウイルス感染症の影響から、同シリーズも様々な計画を変更や遅延、中止を余儀なくされたことから、その状況が落ち着くまで継続し、2023年に落ち着きを取り戻しつつあることを受け退任を決めたという。
総合プロデューサー退任前後までバンダイナムコエンターテインメントに在籍していたが、現在はバンダイナムコスタジオに在籍している。なお、総合プロデューサー時代から出演してきた「アイドルマスターシリーズ」のイベントや関連番組には引き続き出演している。
2025年より、江戸川大学社会学部の教授に着任、ゲームピジネスについて研究を行っている。

## 人物
「ガミP」は、「アイドルマスターシリーズ」のファンの総称であるプロデューサー（ゲームのプレーヤー）から親しまれている愛称である。
同シリーズのおすすめのアイドルに水瀬伊織を挙げている。
同シリーズのライブイベントにも出演しており、出演時は会場内で「ヘンタイ」「変態紳士」という愛称でも呼ばれるのが恒例となっていた。これについては、ゲーム内のユニークなアイドル衣装として幼稚園児のコスチュームを提案した際に意図が上手く伝わらなかったことによって誤認されたのがきっかけだったと語っているが、自身に対し親しみを込めて呼んでもらっていると思うようにしているという。また、「ヘンタイ」というコールについては「訴えるぞ！」と笑顔で返しているという。なお、イベントに出演する時は765プロマークが付いたオレンジ色のポロシャツを着用している。

## 書誌情報
- 坂上陽三（著者）『主人公思考』KADOKAWA、2021年10月28日発売[19]、ISBN 978-4-04605-400-5